# Caltojar
Caltojar es un municipio y localidad española de la provincia de Soria, en la comunidad autónoma de Castilla y León. El término municipal cuenta con una población de 51 habitantes (INE 2024).

## Toponimia

Término municipal.

Topónimo de origen árabe: calat ‘fortaleza’ y thagr ‘frontera’ o ‘regiones limítrofes’, lo que habla de la existencia de un castillo.

## Geografía
La localidad de Caltojar se encuentra junto al río Escalote en las estribaciones de las sierras del sur de la provincia de Soria, cerca ya del confín con Guadalajara. En su término desemboca el río Bordecorex o río Torete. Perteneció desde su creación a la Tierra de Berlanga hasta que en 1695, a la vez que se abolía el vizcondado de Arenillas, se creaba el marquesado de Caltojar.
El término de Caltojar limita con los de Velamazán, Barca, Villasayas, Baraona, Rello, La Riba de Escalote y Berlanga de Duero. Pertenecen al municipio, además de la de Caltojar, las localidades de Bordecorex y Casillas de Berlanga.
En el término municipal están incluidos los siguientes lugares de la Red Natura 2000:
- Lugar de Interés Comunitario conocido como Altos de Barahona, ocupando 2768 hectáreas, el 33 % de su término.[2]
- Zona Especial Protección de Aves conocida como Altos de Barahona ocupando 2068 hectáreas, el 25% de su término.[3]

## Historia

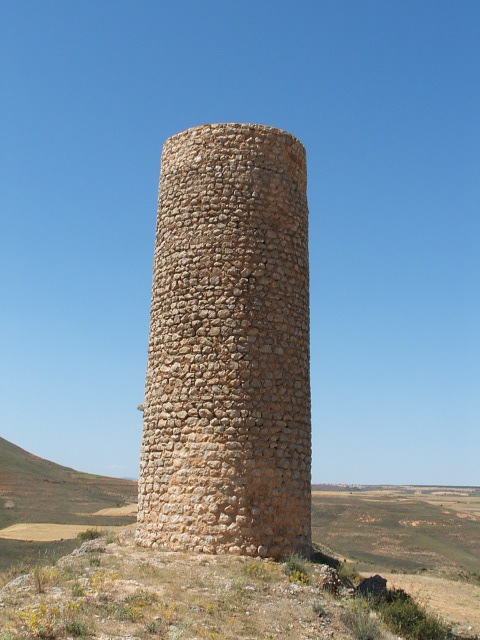
La Veruela, atalaya islámica.

Fue parte de la comunidad de villa y tierra de Berlanga. A la caída del Antiguo Régimen la localidad se constituye en municipio constitucional en la región de Castilla la Vieja que en el censo de 1842 contaba con 102 hogares y 420 vecinos. A mediados del siglo XIX crece el término del municipio porque incorpora a Casillas de Berlanga. 
Aparece descrito en el quinto volumen del Diccionario geográfico-estadístico-histórico de España y sus posesiones de Ultramar (1846) de Pascual Madoz de la siguiente manera:

CALTOJAR: l. con ayunt. en la prov. de Soria (9 leg.), part. jud. de Almazan (3), aud. terr. y c. g. de Burgos (30), dióc. de Sigüenza (7): sit. en una pequeña altura á la marg. izq. del r. Escalote, con libre ventilacion y despejada atmosfera, goza de clima saludable: tiene 117 casas; la consistorial, una fuente de buen agua de la que se surte el vecindario para beber y demas usos domésticos; escuela de instruccion primaria, concurrida por 55 alumnos, á cargo de un maestro dotado con 49 fan. de trigo; y una igl. parr. (San Miguel Arcanjel) servida por un cura de provision real y ordinaria segun los meses de la vacante; confina el térm. N. Castilla; E. Fuentedelperco, Velamazan y Bordecorex; S. Rello y la Riba de Escalote, y O. Alcuneza y Cabreriza; dentro de esta circunferencia se encuentra la granja de Valparaiso y una ermita. (Ntra Señora de las Angustias) que sirve de cementerio: el terreno fertilizado por el Escalote, es de buena calidad en lo general; participa de monte árido y pedregoso, aunque en pequeña cantidad; pero en cambio tiene una estensa y muy deliciosa vega: caminos, los locales y el carretero que conduce á Imon y Sigüezan. correo: se recibe de la estafeta de Almazan 3 veces en semana; prod.: trigo, cebada, centeno, avena, patatas, judias, guijas, hortalizas, frutas y abundantes yerbas de pasto, cria ganado lanar y vacuno y el mular y asnal necesario para la agricultura; caza de perdices, conejos, liebres y algunos lobos y zorras. ind.: la agrícola: 4 molinos harineros y un batan de paños, impulsados todos por el Escalote. comercio: venta de frutos sobrantes en los mercados de Almazan donde se surten los vec. de los demas art. de consumo que no prod. el país. pobl.: 102 vec., 420 alm. cap. imp.: 61,550 rs. 18 mrs.
Madoz, 1846, pp. 296-297)

En 1920 tiene una población de hecho de 762, de los que 758 son de derecho. A finales del siglo XX crece el término del municipio porque incorpora a Bordecorex.

## Demografía
Cuenta con una población de 51 habitantes (INE 2024).
| Gráfica de evolución demográfica de Caltojar entre 1842 y 2021 |
| |
| Población de derecho según los censos de población del INE Población de hecho según los censos de población del INEEntre el censo de 1857 y el anterior, crece el término del municipio porque incorpora a 425025 (Casillas de Berlanga) Entre el censo de 1970 y el anterior, crece el término del municipio porque incorpora a 42525 (Bordecorex) |

Población por núcleos
| Núcleos              | Habitantes (2000) | Habitantes (2010) |
| -------------------- | ----------------- | ----------------- |
| Caltojar             | 96                | 60                |
| Bordecorex           | 18                | 11                |
| Casillas de Berlanga | 10                | 5                 |

## Monumentos y lugares de interés

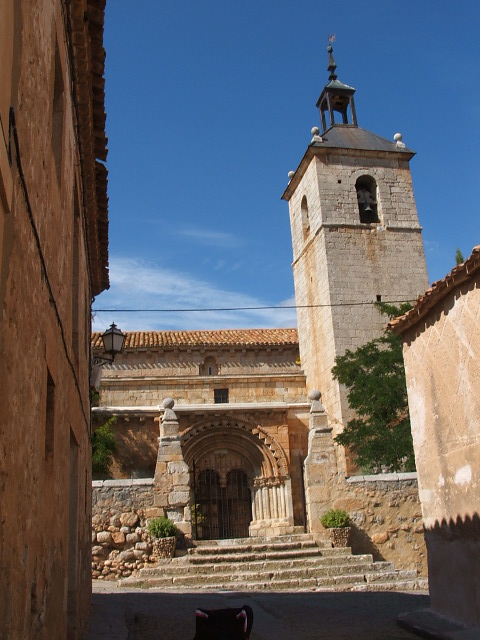
Iglesia románica del. Puerta principal.

La iglesia de San Miguel Arcángel, declarada bien de interés cultural en la categoría de Monumento desde el 10 de abril de 1981. Una de las más notables del románico de la provincia. Es obra tardía del primer tercio del siglo XIII en la que se conjugan elementos de transición con otros arcaizantes. Tiene un suntuoso ábside central (los ábsides laterales no son visibles por estar empotrados en dependencias mucho más modernas. Carlos Lafora dice que fueron substituidos por capillas en el siglo XVIII) rematado igual que el presbiterio por un doble friso de arquillos lombardos sobre modillones de cinco rollos escalonados y se articula verticalmente mediante seis contrafuertes con tres semicolumnas cada uno de ellos, la central es más gruesa y sube hasta el friso superior y las laterales terminan en el inferior. Se abren en él, tres ventanales aspillerados. La portada meridional está enmarcada en cuerpo resaltado y rematado con canecillos de rollos. Tiene cinco arquivoltas apoyadas sobre cinco pares de columnas, con capiteles ya góticos. En el tímpano están calados dos arcos de medio punto con intradós de puntas de diamante. El resto del tímpano lo ocupa un bajorrelieve grande y de tosca factura que representa un guerrero con escudo. La portada septentrional, cegada, tiene tres arquivoltas sobre tres parejas de columnas con capiteles de palmetas y bulbos. En los hastiales este y oeste hay sendos óculos de doble derrame, el del oeste con finas arquivoltas. Es de tres naves cada una de tres tramos. Las laterales se cubren con bóvedas de arista como la central pero ya de factura gótica, el presbiterio con medio cañón apuntado y el ábside central con cuarto de esfera. Las bóvedas de las naves apean sobre cuatro pilares cruciformes y ocho semicolumnas adosadas y los arcos de ingreso a las capillas absidiales laterales son doblados sobre columnas dobles. Toda esta disposición es de clara progenie borgoñona. Los capiteles del interior están bien conservados y son bastante rudos. Representan grandes frutos bulbosos, hojas estriadas, palmetas y dos de ellos son historiados. En el interior hay también un curioso púlpito tallado con figuras geométricas, de acusada influencia oriental. La torre se adosa a la nave y es mucho más moderna. Se remata con tejado de pizarra que desentona con la piedra ocre y con la teja de la nave. 

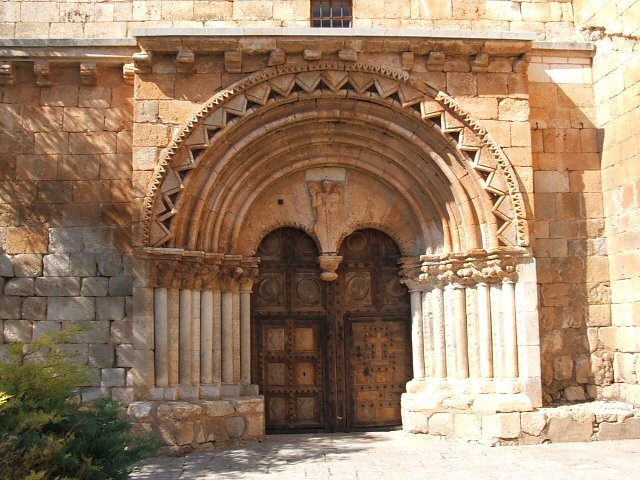
Portada de la iglesia de San Miguel.

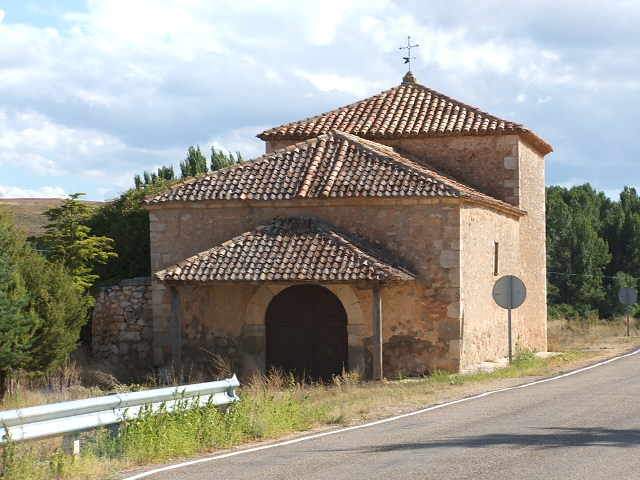
Ermita de Nuestra Señora de la Soledad

En su término hay tres atalayas musulmanas vigilantes del valle del Escalote. Las tres son del siglo X y se encuentran en distinto grado de conservación.
La primera de ellas y más alta se encuentra junto al vértice Ojaraca, de 1119 metros, que divide los valles del Escalote y el Bordecorex. Desde Caltojar por el camino que conduce a Rello; a 2 km parte otro camino hacia el páramo dónde se localiza la atalaya. Solo conserva la mitad de su perímetro y se aprecian las marcas de las vigas de un solado de madera a media altura. Es de planta circular y sus dimensiones son de 7,5 m de altura, con unos 5 m de diámetro y muros de 1,2 m. Consta de planta baja y dos alturas más. El aparejo utilizado es sillarejo de piedra caliza trabado con mortero de cal. En la base tiene piedras de gran tamaño, ligeramente trabajadas a modo de sillares, de forma circular con un perímetro superior al de la torre. La ausencia de vanos refuerza su carácter exclusivamente castrense, a excepción de un ventanuco en la segunda planta. Comunica visualmente con las atalayas de La Riba de Escalote, La Veruela, torre Tiñón y con el castillo de Berlanga.
La segunda es la llamada La Veruela (o Los Pilones, porque está en este paraje), a unos 2.5 km, en el camino de Bordecorex. Conserva una altura de 9 m. Planta circular con gruesos muros, dividida en tres pisos: el inferior sin vanos y en el segundo se encuentra la puerta. Presenta un singular arranque de un muro en su lado norte, integrado en el resto de la construcción. En la restauración de 2001 se le añadió una escalera metálica para acceder a la entrada en alto, y escalas que comunican sus dos pisos y la terraza. Comunica visualmente con la atalaya de 'La Ojaraca'. La restauración citada la dejó en óptimo estado y es muy frecuentada por los viajeros que se dirigen a San Baudelio o Rello.
De la tercera de las atalayas, conocida como La Corona y ubicada en un cerrillo junto a una de las curvas cerradas de la carretera que va a La Riba de Escalote, solo quedan un montón de escombros irreconocibles que no permiten aventurar ninguna descripción.

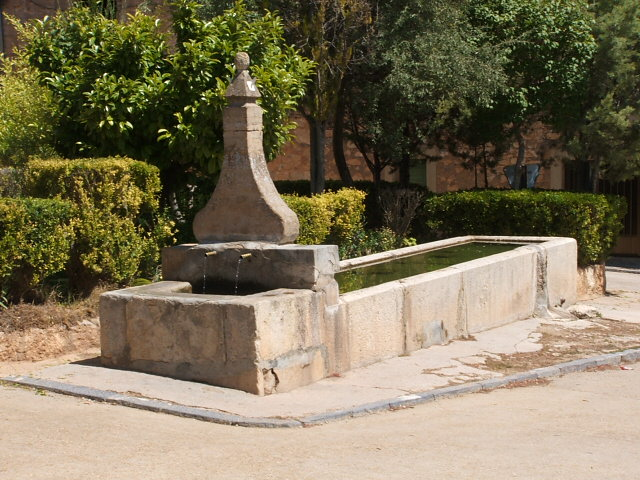
El Pilón de Caltojar

También cuenta con las ermitas de Ntra. Sra. de las Angustias y San Baudelio, mozárabe, en Casillas de Berlanga.